# Михайлова, Наталья Ивановна
Ната́лья Ива́новна Миха́йлова (род. 6 августа 1947 года, Москва, РСФСР, СССР) — советский и российский литературовед-пушкинист, доктор филологических наук (1988), профессор (1992), академик РАО (1995). Заслуженный работник культуры Российской Федерации (1995). Лауреат Государственной премии Российской Федерации (2002).

## Биография
Родилась 6 августа 1947 года в Москве в семье служащих.
В 1971 году окончила филологический факультет Московского государственного университета.
С 1971 по 2019 годы — научный сотрудник, старший научный сотрудник, ведущий научный сотрудник и заместитель директора по научной работе — главный научный сотрудник Государственного музея А. С. Пушкина. Н. И. Михайлова автор более ста статей о А. С. Пушкине, литературе и культуре его времени, книг «Парнасский мой отец» о В. Л. Пушкине (М., 1983) и «Собранье пестрых глав» о романе «Евгений Онегин» (М., 1994). Н. И. Михайловой подготовлено издание «Василий Пушкин. Стихи. Проза. Письма» (М., 1989), она автор экспозиций и выставок, экспонировавшихся в Москве, Барселоне и Париже.
В 1975 году защитила кандидатскую диссертацию на тему: «типология повествования в художественной прозе А. С. Пушкина», в 1988 году — докторскую диссертацию на тему: «творчество А. С. Пушкина и русская ораторская проза первой трети XIX века».
6 апреля 1995 года Н. И. Михайлова была избрана академиком Российской академии образования — состоит в Отделении образования и культуры. Сфера научных интересов: история русской литературы, музейное дело.

## Основные труды
- Михайлова Н. И. «Парнасский мой отец» : [О В. Л. Пушкине] / Н. И. Михайлова. — М. : Сов. Россия, 1983 г. — 189 с.
- Михайлова Н. И. Судьба «Реторик» Н. Ф. Кошанского / Н. И. Михайлова // Альманах библиофила. — Вып. 16. — Москва, 1984 г. — С. 211—224.
- Михайлова Н. И. Об одной книге из библиотеки Пушкина / Н. И. Михайлова // Альманах библиофила. — Вып. 23. Венок Пушкину (1837—1987). — Москва, 1987 г. — С. 97-106.
- Михайлова Н. И. «Собранье пестрых глав» : О романе А. С. Пушкина «Евгений Онегин» / Н. И. Михайлова. — М. : Изд. дом «Имидж», 1994 г. — 191 с.
- Михайлова Н. И. «Витийства грозный дар…» : А. С. Пушкин и рус. орат. культура его времени / Н. И. Михайлова. — М. : Рус. путь, 1999 г. — 409 с. — ISBN 5-85887-050-3
- Михайлова Н. И. Онегинская энциклопедия : В 2 т. / Сост. Н. И. Михайлова и др.]; Под общ. ред. Н. И. Михайловой. — М. : Рус. путь, 1999 г. — ISBN 5-85887-055-4
- Михайлова Н. И. Пушкин и Москва / [Сост.: Н. И. Михайлова]. — М. : Москвоведение и др., 1999 г. — 412 с. — ISBN 5-7368-0195-7
- Михайлова Н. И. «Пушкин и Филарет, митрополит Московский и Коломенский» : Альбом-кат. выст. в Гос. музее А. С. Пушкина, 20 дек. 2000 г. — 28 февр. 2001 г. / [Сост., авт. вступ. статей: Н. Михайлова]. — М. : Моск. учебники и Картолитография, 2003 г. (ОАО Моск. учебники и картография). — 237 с. — ISBN 5-7853-0301-9
- Михайлова Н. И. Бумажный амур : к пятидесятилетию Гос. музея А. С. Пушкина (2007 г.) / Н. И. Михайлова ; Акад. переподгот. работников искусства, культуры и туризма, Каф. музейного дела. — М. : ВК, 2005 г. (ЗАО ИКАР). — 149 с. — ISBN 5-98405-014-5
- Михайлова Н. И. Поэма Василия Львовича Пушкина «Опасный сосед» : очерки о дяде и племяннике, Буянове и Онегине, «Арзамасе» и «Беседе» / Москва : Лит. учёба, 2005 г. — 295 с. — ISBN 5-88915-002-2
- Михайлова Н. И. Большая хрестоматия любимых рассказов : [для младшего школьного возраста] / сост. Н. Михайлова; [худож. А. Аземша и др.]. — Москва : АСТ : Астрель, 2008 г. — 638 с. — (Планета детства). — ISBN 978-5-17-020633-9
- Михайлова Н. И. Василий Львович Пушкин / Наталья Михайлова. — Москва : Молодая гвардия, 2012 г. — 405 с. — (Жизнь замечательных людей : ЖЗЛ : серия биографий : основана в 1890 году Ф. Павленковым и продолжена в 1933 году М. Горьким; вып. 1578 (1378)). — ISBN 978-5-235-03548-5
- Долгова С. Р., Михайлова Н. И. Края Москвы, края родные… А. С. Пушкин и Москва / С. Р. Долгова, Н. И. Михайлова. — Москва : Вече, 2013 г. — 318 с. — ISBN 978-5-4444-0092-0
- Михайлова Н. И. Александр Пушкин и его дядя Василий : рассказ : [для младшего школьного возраста] / Наталья Михайлова; худож. Юрий Иванов. — Москва : Детская литература, 2014 г. — 30 с. — (Книга за книгой). — ISBN 978-5-08-005303-0
- Михайлова Н. И. Пушкин. Русский гений / Москва : АСТ-ПРЕСС КНИГА, 2014 г. — 24 с. (Большой исторический словарь (БИС)). — ISBN 978-5-462-01202-0
- Михайлова Н. И. Болдинская осень: монография / Н. И. Михайлова ; Гос. лит.-мемориальный природный музей-заповедник А. С. Пушкина «Болдино» [и др.]. — Саранск : [б. и.], 2015 г. — 188 с. — ISBN 978-5-7493-1824-1
- Михайлова Н. И. Психея, задумавшаяся над цветком. О Пушкине [Текст] / Наталья Михайловна. — Москва : ЛУч, 2015 г. — 413 с. — ISBN 978-5-88915-088-6
- Михайлова Н. И. Прогулки по Москве с Василием Львовичем Пушкиным [Текст] / [сост.: Н. И. Михайлова, Ф. Ш. Рысина]. — Москва : Планета, 2016 г. — 118 с. — ISBN 978-5-9907466-4-0
- Михайлова Н. И. «Между жарким и бланманже». А. С. Пушкин и его герои за трапезой [Текст] : [альбом] / [сост. Н. И. Михайлова, Е. А. Пономарева]. — Москва : Фонд «Связь Эпох» : Кучково поле Музеон, 2017 г. — 269 с. — ISBN 978-5-9907284-9-3
- Михайлова Н. И. Иван Барков. Пылкого Пегаса наездник удалой / Наталья Михайлова. — Москва : Молодая гвардия, 2019 г. — 264 с. — ISBN 978-5-235-04228-5
- Михайлова Н. И. Пушкин : русский гений / Москва : АСТ-Пресс Школа, печ. 2019 г. — 32 с. — (Путеводитель по истории России) (Большой исторический словарь: БИС). — ISBN 978-5-906971-35-7

## Награды и премии
- Орден Дружбы (4 июня 2008 года) — за заслуги в развитии отечественной культуры и искусства, многолетнюю плодотворную деятельность[6].
- Медаль Пушкина (4 июня 1999 года) — в ознаменование 200-летия со дня рождения А. С. Пушкина, за заслуги в области культуры, просвещения, литературы и искусства[7].
- Заслуженный работник культуры Российской Федерации (10 марта 1995 года) — за заслуги в области культуры и многолетнюю плодотворную работу[8].
- Государственная премия Российской Федерации в области литературы и искусства 2001 года (10 июня 2002 года) — за развитие лучших традиций музейного дела в Государственном мемориальном историко-литературном и природно-ландшафтном музее-заповеднике А. С. Пушкина «Михайловское», в Государственном музее А. С. Пушкина в г. Москве[9].
- Премия Александра Солженицына (2020) — за вдохновенное служение гению русской поэзии Александру Сергеевичу Пушкину; за создание музея Василия Львовича Пушкина.